# Fleetwood Town
Fleetwood Town (offiziell: Fleetwood Town Football Club) – auch bekannt als The Trawlermen oder The Cod Army – ist ein englischer Fußballverein aus der im Nordwesten der Grafschaft Lancashire gelegenen Stadt Fleetwood. Nach dem ersten Aufstieg in den Profifußball der Football League im Jahr 2012 erreichte der Klub in der Football League Two 2013/14 den Aufstieg in die drittklassige Football League One.

## Geschichte

### Die ersten Jahre als FC Fleetwood (1908–1939)
Obwohl der Klub in seiner aktuellen Form das Gründungsjahr 1997 in sich trägt, reichen die Wurzeln bis 1908 zurück. Unter der offiziellen Bezeichnung Fleetwood Football Club schloss sich der noch junge Klub 1910 der zweiten Spielklasse der Lancashire Combination an. Bereits im zweiten Jahr gelang der Aufstieg in die höchste Lancashire-Liga, in der der Verein in den drei Spielzeiten vor Ausbruch des Ersten Weltkriegs den neunten, elften und vierzehnten Abschlusstabellenrang belegte. Nach der Wiederaufnahme des offiziellen Spielbetriebs trat der FC Fleetwood 1919 erstmals in der heute noch von Fleetwood Town verwendeten roten Trikotfarbe mit weißen Ärmeln an; zuvor war Schwarz-gelb bevorzugt worden. Grund für die Änderung war die Kooperation mit einem örtlichen Fischereibetrieb mit gleichsam rotweißen Unternehmensfarben.
Mit wechselhaftem Erfolg agierte der FC Fleetwood im Laufe der 1920er in der Lancashire Combination und belegte in sechs von acht Spielzeiten einen einstelligen Tabellenplatz. Größte Errungenschaft in dieser Phase war 1924 der erste Meistertitel mit genau 100 erzielten Toren. Während der Saison 1927/28 zog sich der Verein aus dem laufenden Spielbetrieb zurück und übertrug die aus 22 Partien gewonnenen Punkte an die Prescot Cables, die den Platz für Fleetwood einnahmen. Zur Spielzeit 1931/32 kehrte der FC Fleetwood in die Lancashire Combination zurück und bis zum Ausbruch des Zweiten Weltkriegs gewann der Klub zwei Vizemeisterschaften in Folge (1934 und 1935). Dazu gesellte sich gleich dreimal in Serie der (regionale) Pokalsieg in der Combination. Zu Beginn der 1930er-Jahre hatte darüber hinaus mit Frank Swift ein späterer englischer Nationaltorhüter in Fleetwood zwischen den Pfosten gestanden. Im Jahr des Kriegsausbruchs wurde das heute noch verwendete Highbury Stadium fertiggestellt. Vorher hatte der FC Fleetwood seine Heimspiele auf einem Rasenplatz nahe dem North Euston Hotel bestritten.

### Nachkriegsjahre (1946–1976)
Erst in der zweiten Nachkriegssaison 1946/47 schloss sich der FC Fleetwood dem Spielbetrieb der Lancashire Combination wieder an. Dort war der Verein dann über zwei Jahrzehnte eine feste Größe, ohne jedoch nennenswerte Erfolge für sich zu verbuchen. Die besten Resultate waren die vierte Ränge in den Spielzeiten 1950/51 und 1967/68. 1968 war dann auch das Jahr, in dem der FC Fleetwood die Lancashire Combination verließ, um die neue Northern Premier League (als Gegenstück zur altehrwürdigen Southern Football League) mitzubegründen. Die NPL war unterhalb der Football League eine von mehreren fünfthöchsten Spielklassen im englischen Fußball und es gelang dem Verein nur mühsam, dort Schritt zu halten. Einziger Erfolg war der Pokalsieg in der NPL, aber darüber hinaus erreichte Fleetwood in der Liga bis 1976 nie einen einstelligen Tabellenplatz.
Finanzielle Probleme sorgten schließlich für das Aus und nachdem der Klub zweimal in Folge den letzten Platz belegt hatte, löste sich der Verein 1976 auf. Zu einem bekannten Spitznamen des Vereins etablierte sich neben The Trawlermen in den 1970er Jahren die Bezeichnung The Cod Army, die sich auf die britischen Kabeljaukriege (engl.: „cod wars“) mit Island sowie die Stellung Fleetwoods als wichtiger Fischfangstandort bezog.

### Diverse Neugründungen (1977–2002)
Ein Jahr nach dem Ende des FC Fleetwood folgte die Neugründung als Fleetwood Town Football Club. Zur Saison 1978/79 trat der Klub der höchsten regionalen Spielklasse der Cheshire County League und vier Jahre später der zweiten Division der neu gegründeten North West Counties League. Im zweiten Jahr (1984) gelang dort der Aufstieg in die erste Liga und in der anschließenden Saison 1984/85 der Einzug ins FA-Vase-Pokalfinale, das vor 16.715 Zuschauern im Wembley-Stadion gegen Halesowen Town jedoch mit 1:3 verloren ging. Zwei weitere Jahre später gehörte Fleetwood Town zu den zahlreichen Klubs der North West Counties League, die die (zweitklassige) First Division der Northern Premier League begründeten. Bereits im ersten Jahr gelang als Zweitligameister der Aufstieg in die Premier Division genannte höchste NPL-Spielklasse, in der Fleetwood dann besonders 1991 mit dem vierten Platz positiv überraschte. Nichtsdestoweniger war auch dieses Aufstreben nicht von Dauer und nach einer weiteren Umgründung im Dezember 1993, die dem Klub den alten Namen FC Fleetwood übertrug, sowie dem Abstieg 1994 in die First Division löste sich der Klub 1996 infolge einer ernsthaften wirtschaftlichen Schieflage ein weiteres Mal auf.
Im August 1997 fand die nächste Neugründung als Fleetwood Wanderers statt und quasi sofort nahm der Verein im Rahmen eines auf fünf Jahre dotierten Sponsorendeals mit der Freeport PLC den Namen Fleetwood Freeport an. Sportlich degradiert in der zweiten Liga der North West Counties League gelang zunächst im zweiten Jahr der Aufstieg in die erste NWCFL-Spielklasse und nach respektablen siebten und fünften Plätzen in den Spielzeiten 1999/2000 und 2000/01 sorgte die anschließende Saison 2001/02 für einschneidende Maßnahmen. Nach zunächst sportlich durchwachsenen Resultaten erreichte der Verein in einer turbulenten Phase nach einem Schlussspurt noch einen vergleichsweise guten 14. Rang. Der vormalige Präsident Jim Betmead, der maßgeblich für die 1997er Wiedergeburt verantwortlich gewesen war, trat von seinem Amt zurück und machte nach einer Übergangszeit unter Mick Hoyle den Weg frei für Andy Pilley, der ab 2003 die Geschicke des Vereins zu steuern begann.

### Jüngere Entwicklungen (seit 2002)
Mit Andy Pilley, seinen Gefährten Phil Brown und Kevin Pennington sowie dem neuen Trainer Tony Greenwood setzte Fleetwood Town, wie der Verein nach dem Ende der Sponsorenvertrags wieder hieß, zu einem sportlichen Höhenflug an. Dabei hätte 2004 der dritte Platz bereits den ersten Aufstieg gebracht, aber ein negativer Bescheid der heimischen Sportanlage verhinderte diesen. Erst im zweiten Anlauf und nach dem Gewinn der NWCFL-Zweitligameisterschaft 2005 wurde der Zugang zur nächsthöheren Spielklasse gewährt. Nur zwölf Monate später folgte der Durchmarsch in die Northern Premier League, wobei Fleetwood Town am letzten Spieltag mit Kendal Town den Konkurrenten um den direkten Aufstiegsplatz mit 5:1 besiegte.
In der Saison 2006/07 verpasste die Mannschaft die Play-off-Spiele zum Aufstieg in die Football Conference, tröstete sich aber mit dem Gewinn des regionalen Pokalwettbewerbs der NPL. Im Jahr darauf gewann Fleetwood Town die NPL-Meisterschaft, stieg direkt in die Conference North auf und sorgte auch durch weitere Stadionumbauten (darunter die 250.000 Pfund teuere Percy-Ronson-Tribüne) für weitere infrastrukturelle Verbesserungen. Dass mit dem dritten Aufstieg innerhalb von nur vier Jahren nicht das Ende erreicht war, zeigte sich schnell und die Renovierungsarbeiten am Highbury Stadium verschlangen insgesamt eine Million Pfund. Nach nur fünf Punkten aus den ersten neun Ligaspielen der Saison 2008/09 fiel der vormalige Erfolgstrainer Greenwood den gewachsenen Ansprüchen zum Opfer und nach einer Interimslösung übernahm Micky Mellon die Cheftrainerrolle im Oktober 2008.
Mellon führte Fleetwood Town noch zu einem guten achten Platz und in der folgenden Saison 2009/10 visierte die Mannschaft den nächsten Aufstieg an, der dann nach einem zweiten Abschlusstabellenplatz und einem Play-off-Sieg gegen Alfreton Town auch gelang. Selbst in der Conference National hatte die Mannschaft wenig Eingewöhnungsschwierigkeiten und der fünfte Platz in der Spielzeit 2010/11 markierte einen Achtungserfolg. Auch dank eines treffsicheren Jamie Vardy, der für Fleetwood Town 34 Tore in 247 Tagen schoss und sich dann im Mai 2012 für eine Rekordablösesumme in Bezug auf einen Spieler unterhalb der Football League verabschiedete, gelang dort über den nächsten Meistertitel der Aufstieg in die Football League Two.
Auch in der vierthöchsten Spielklasse fand sich der Verein schnell in der oberen Tabellenhälfte wieder. Dennoch entließ die Vereinsführung im Dezember 2012 Trainer Mellon im Anschluss an eine FA-Cup-Niederlage gegen Aldershot Town. Dessen Nachfolger wurde kurz darauf der 41-jährige Schotte Graham Alexander.

## Titel/Auszeichnungen
Lancashire Combination: 1
- 1924

Lancashire Combination Cup: 4
- 1926, 1932, 1933, 1934

Northern Premier League Challenge Cup: 2
- 1971, 2007

Northern Premier League President’s Cup: 1
- 1990

## Ligazugehörigkeit

### Als FC Fleetwood
- 1910–1912: Lancashire Combination, Division Two
- 1912–1915: Lancashire Combination, Division One
- 1919–1928: Lancashire Combination
- 1931–1939: Lancashire Combination
- 1946–1947: Lancashire Combination
- 1947–1968: Lancashire Combination, Division One
- 1968–1976: Northern Premier League

### Als Fleetwood Town
- 1978–1982: Cheshire County League, Division One
- 1982–1984: North West Counties League, Division Two
- 1984–1987: North West Counties League, Division One
- 1987–1988: Northern Premier League, Division One
- 1988–1993: Northern Premier League, Premier Division

### Als FC Fleetwood
- 1993–1994: Northern Premier League, Premier Division
- 1994–1996: Northern Premier League, Division One

### Als Fleetwood Freeport
- 1997–1999: North West Counties League, Division Two
- 1999–2002: North West Counties League, Division One

### Als Fleetwood Town
- 2002–2005: North West Counties League, Division One
- 2005–2006: Northern Premier League, Division One
- 2006–2008: Northern Premier League, Premier Division
- 2008–2010: Conference North
- 2010–2012: Conference National
- 2012–2014: Football League Two
- 2014–2024: Football League One / EFL League One
- seit 2024: EFL League Two

## Trainer
- Micky Mellon (2008–2012)
- Graham Alexander (2012–2015)
- Chris Lucketti (2015, 2016)
- Steven Pressley (2015–2016)
- Uwe Rösler (2016–2018)
- John Sheridan (2018)
- Joey Barton (2018–2021)
- Simon Grayson (2021)
- Stephen Crainey (2021–2022)
- Scott Brown (2022–2023)
- Lee Johnson (2023)
- Charlie Adam (2023–2024)
- Pete Wild  (seit 2024)